# قاموس بروكهاوس وإيفرون الموسوعي

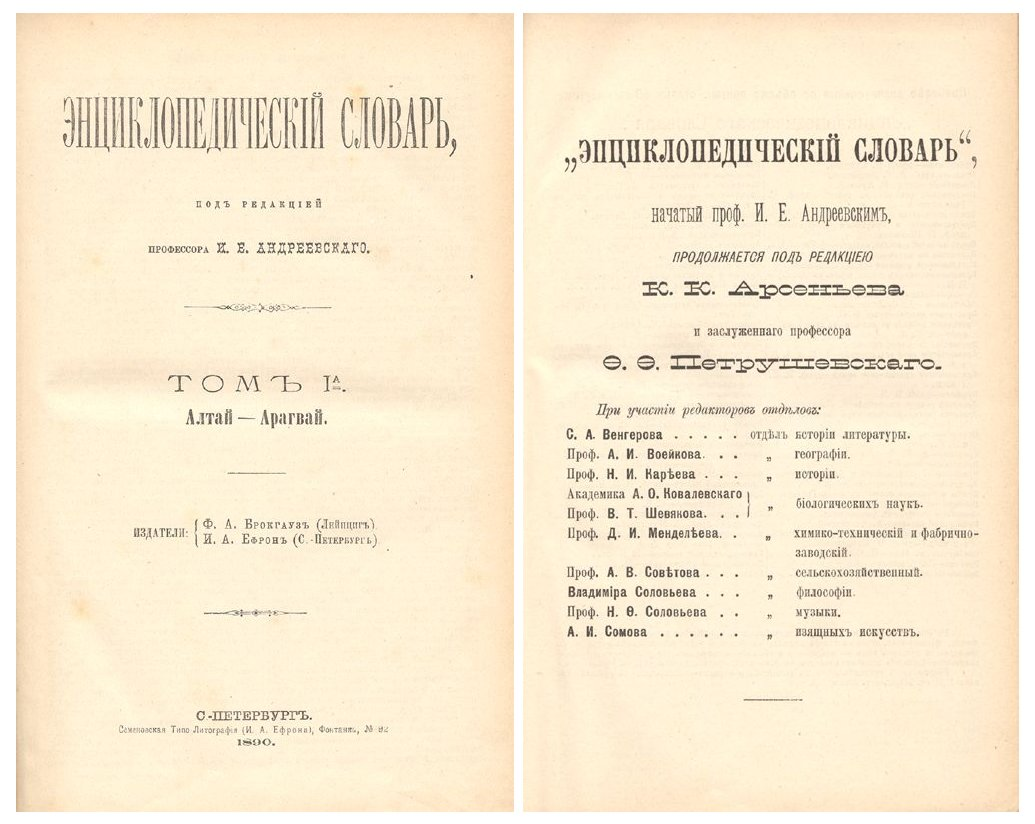
صورة عنوان قاموس بروكهاوس وإيفرون الموسوعي.

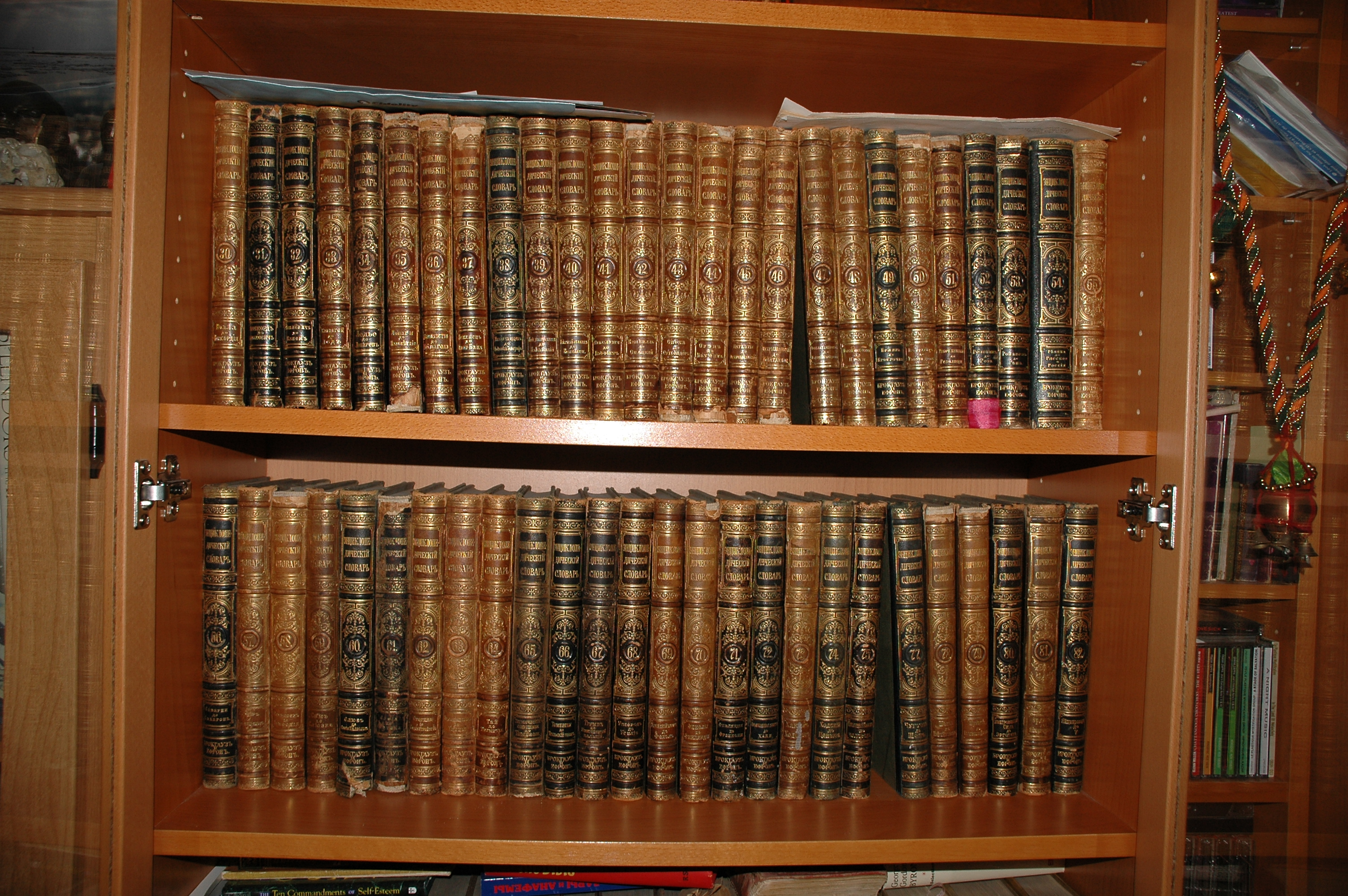
جزء من المجلد 86 من قاموس بروكهاوس وإيفرون الموسوعي.

قاموس بروكهاوس وإيفرون الموسوعي (اللغة الروسية: Энциклопедический словарь Брокгауза и Ефрона, abbr. ЭСБЕ، نسخ الروسية Entsiklopedicheskiy slovar' Brokgauza i Yefrona؛ هي موسوعة شاملة عديدة المجلدات صدرت باللغة الروسية. تتضمن الموسوعة 121,240 مقالةً و7800 صورة و235 خريطة. نُشرت الموسوعة في الإمبراطورية الروسية في الفترة من 1890-1907، كمشروعٍ مشترك بين دور النشر في لايبزيغ وسانت بطرسبرغ. كتب المقالات علماء روس بارزون في تلك الفترة، مثل ديميتري مندلييف وفلاديمير سولوفيوف (فيلسوف). أعيدت طباعة الموسوعة بعد تفكك الاتحاد السوفيتي.

## التاريخ
عام 1889، وقّع مالك إحدى دور الطباعة في سانت بطرسبرغ وهو إيليا إيفرون اتفاقًا مع دار النشر الألمانية إف إيه بروكهاوس لعمل ترجمة روسية لموسوعة كبيرة هي «معجم الأحاديث»، الصادرة عن دار النشر هذه. ولهذه الغاية تم تأسيس شركة بروكهاوس-إيفرون المساهمة. في الأصل كانوا يعتزمون ترجمة المنشور الألماني مع سرد أكثر تفصيلاً للقضايا المتعلقة بروسيا. كان من المفترض أن يصدر ما بين 16-18 مجلدا.
تم تحرير النصف الأول من المجلدات الثمانية بواسطة إيفان أندريفسكي؛ وحرر بقية المجلدات كونستانتين أرسينييف وفيودور بيتروشيفسكي. يحتوي «قاموس بروكهاوس وإيفرون الموسوعي» على 121240 مادّة و 7800 رسماً توضيحياً و 235 خريطة.
صدرت الموسوعة في نسختين: إحداهما تتضمن 41 مجلدًا رئيسيًا ومجلدان إضافيان (الجزء الأصغر من الدورة الدموية)؛ الآخر يتضمن 82 مجلدًا أوليًا و 4 مجلدات إضافية.
في السنوات 1899-1902 تم إنتاج "قاموس بروكهاوس وإيفرون الموسوعي الصغير" ("" МЭСБЕ ") (في 3 مجلدات)؛ في 1907-1909 صدرت الطبعة الثانية في أربعة مجلدات.
في الأعوام 1911-1916 ظهر القاموس الموسوعي الجديد (Новый энциклопедический словарь); نشر منه 29 مجلداً من أصل 48 مجلداً كان من المقرر إصدارها،

رسوم توضيحية من قاموس بروكهاوس وإيفرون الموسوعي
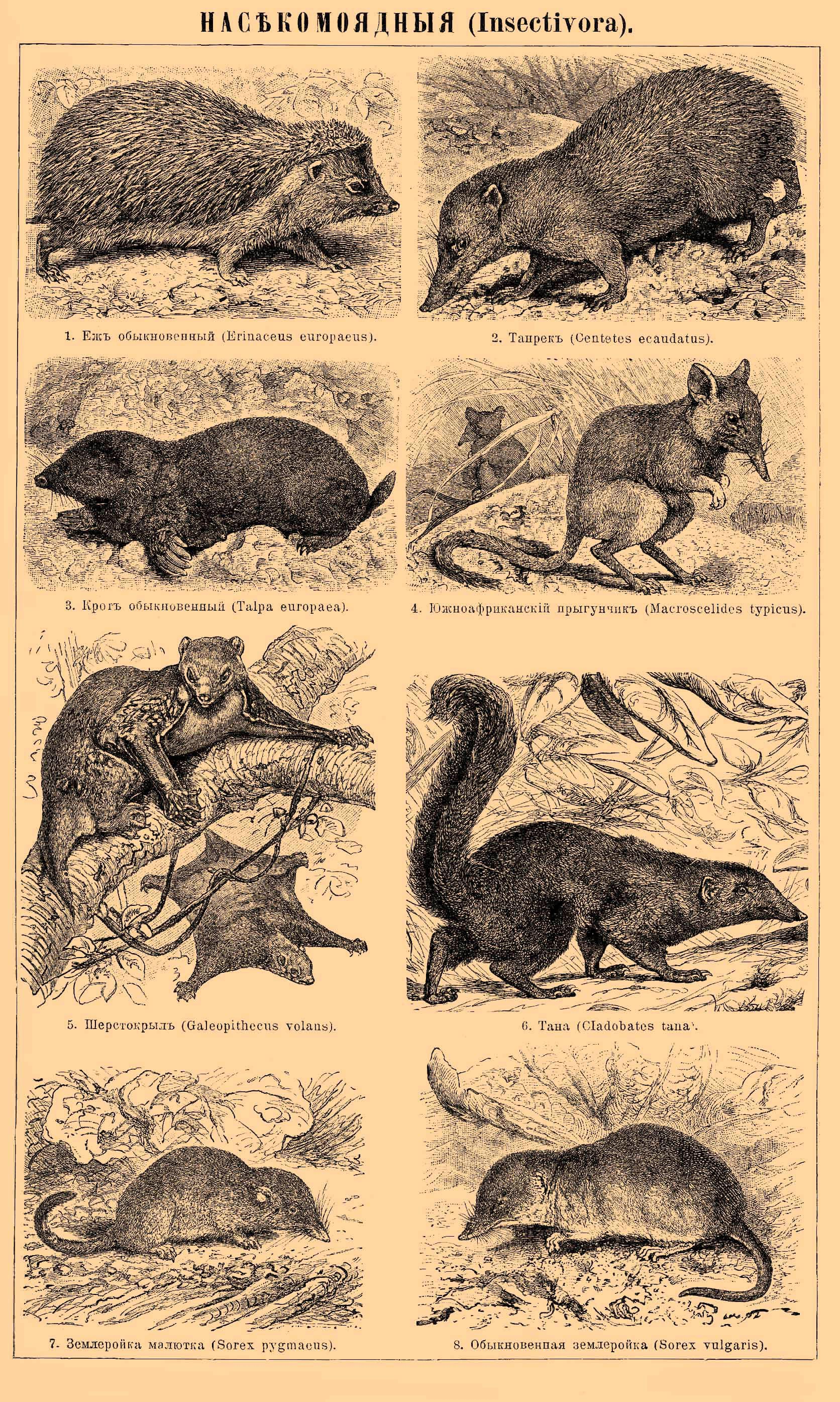
Насекомоядные (آكلات الحشرات)
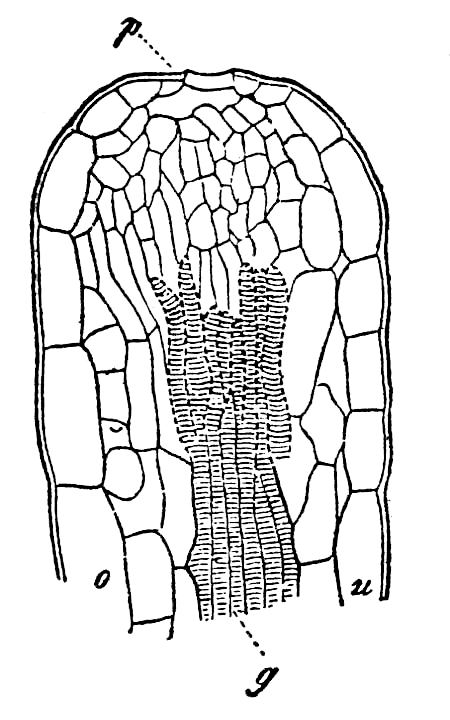
A section of hydathode in the leaf of Primula sinensis
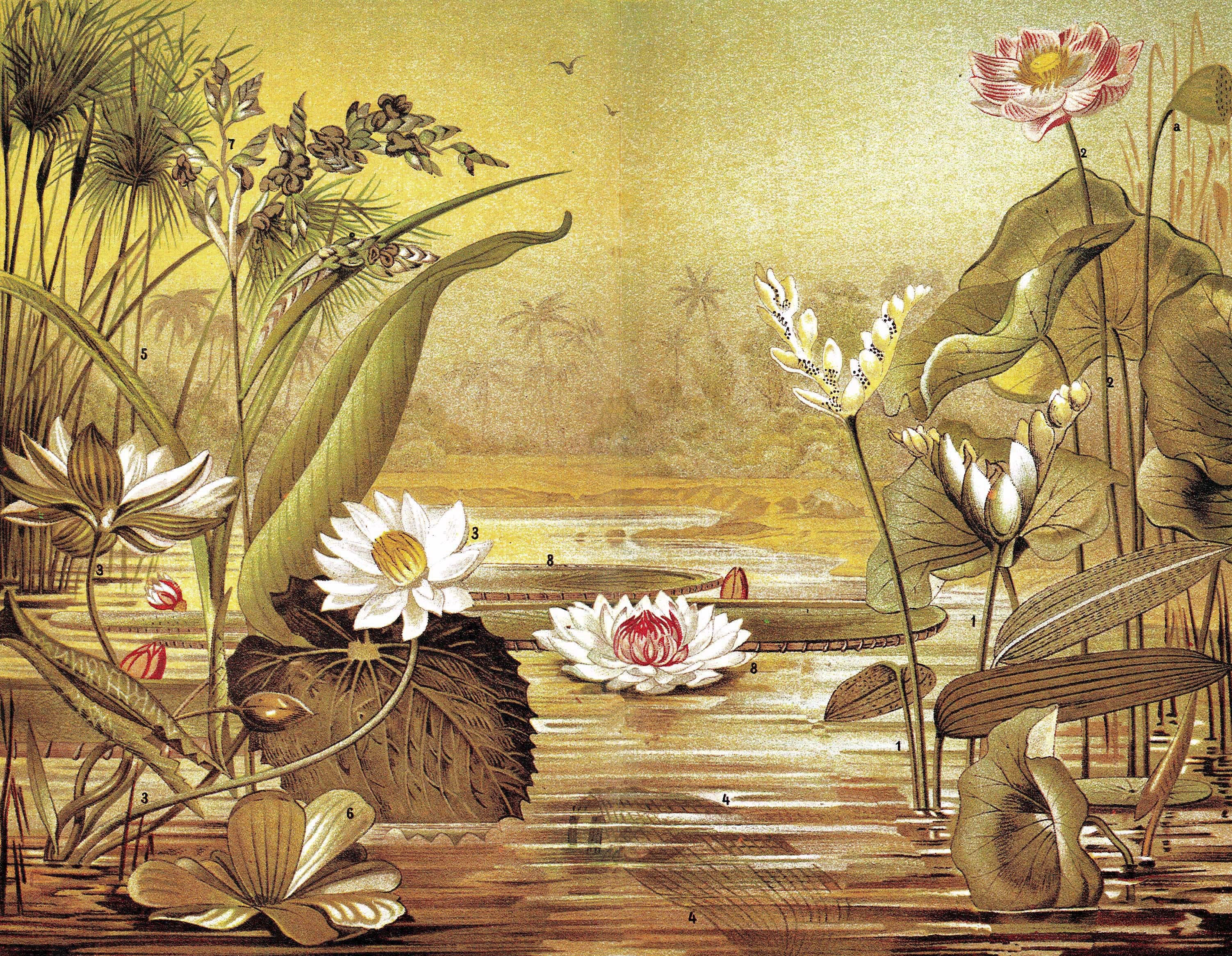
جار الماء المدغشقري
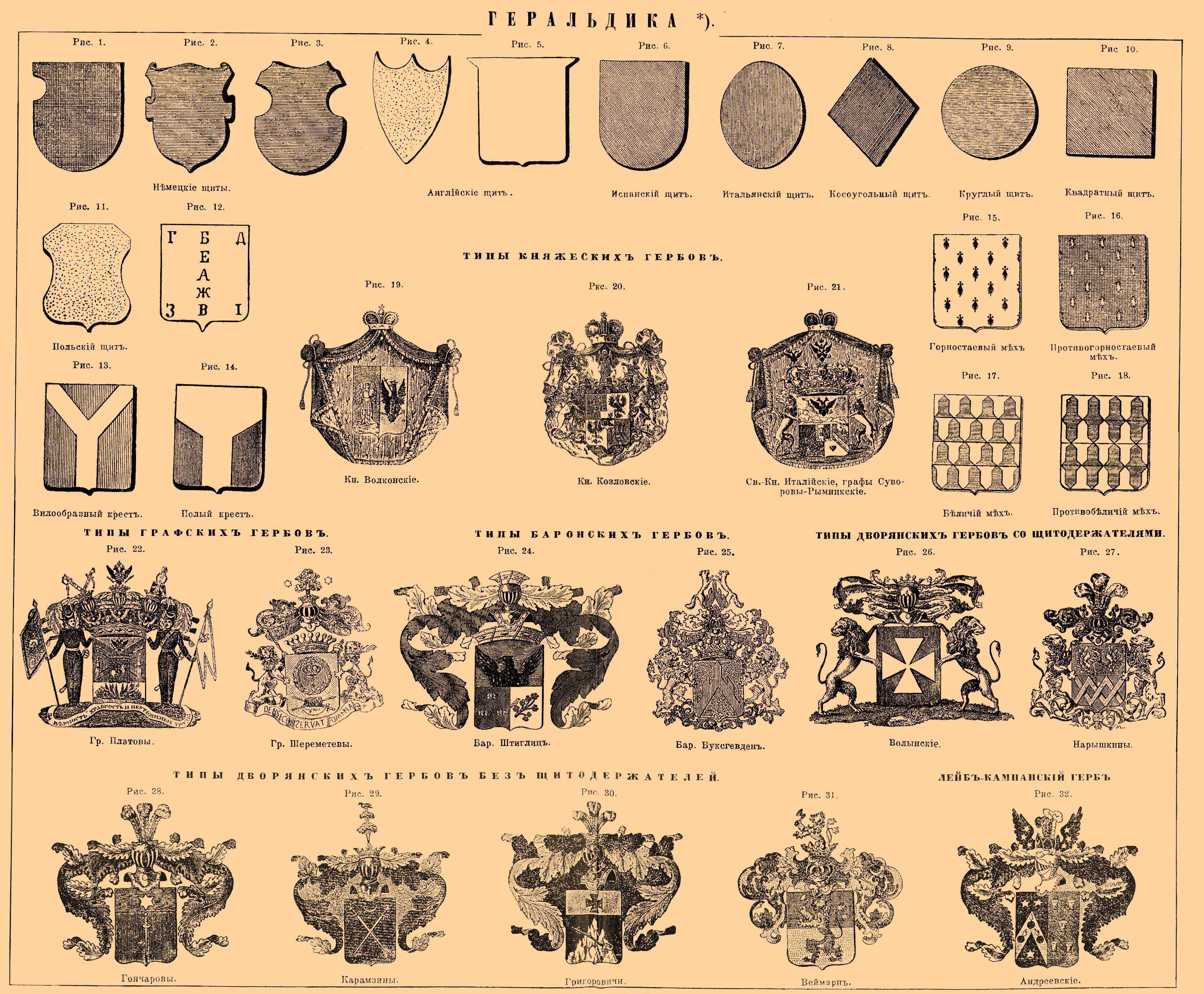
شعار النبالة
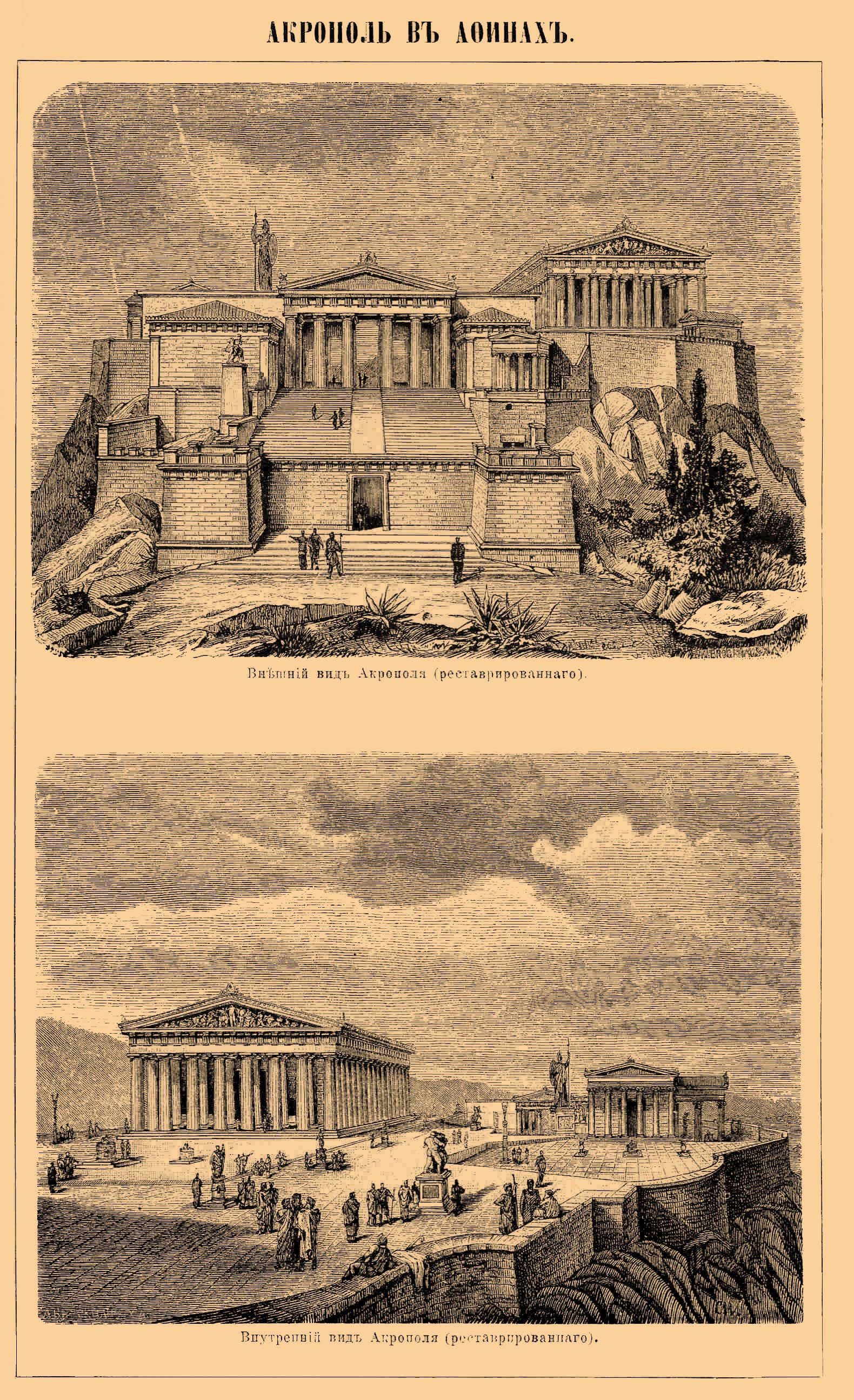
أكروبول